# Vakuumpumpenöl
Vakuumpumpenöle, oft auch Vakuumöle genannt, sind Schmiermittel zum Einsatz in Vakuumpumpen. Diese dienen der Schmierung und Dichtung in Vakuumpumpen. Im Gegensatz zu Schmiermitteln in normalen Pumpen gelten für sie zusätzliche Anforderungen. Niedrige Drücke erhöhen das Ausgasen von flüchtigen Bestandteilen aus Schmiermitteln, was wiederum das zu erzeugende Vakuum verunreinigt.

## Arten
Vakuumpumpenöle unterscheiden sich je nach Typ der Pumpen
- für Vorvakuum mit Kolbenpumpen
- für Hochvakuumpumpen

bzw. auch nach weiteren Einsatzbedingungen
- aggressive Gase in der Umgebung
- ionisierende Strahlung
- hohe Temperaturen